# Mouvement eucharistique des jeunes
Le Mouvement eucharistique des jeunes (MEJ) est un mouvement éducatif catholique orienté vers la jeunesse. Il est fondé en 1962, à partir de la Croisade eucharistique et de l'Apostolat de la prière. C'est aujourd'hui la branche jeunesse du Réseau mondial de prière du pape. En France, le MEJ est le 2e mouvement de jeunesse catholique après le scoutisme[réf. nécessaire].
Le mouvement s'adresse aux jeunes catholiques de 7 à 18 ans et est présent dans 59 pays. Il s’inspire des Exercices spirituels d'Ignace de Loyola, fondateur de la Compagnie de Jésus (Jésuites). Il a pour vocation de les aider à grandir dans la foi et dans leur relation avec le Christ, et à prendre leur place dans le monde et dans l'Église catholique.

## Présentation du mouvement
Le MEJ permet aux MEJistes de parler de ce qu'ils vivent entre jeunes chrétiens, de méditer et d'agir sur leur vie afin de les aider à grandir, choisir et s'orienter, à l'occasion de réunions d'équipe, de rassemblements régionaux et nationaux, de mini-camps ou de camps d'été...
D'inspiration ignatienne, le MEJ propose pour cela différents moyens : un regard bienveillant, la prière personnelle, la relecture de sa vie, l'Eucharistie vécue et célébrée, sans oublier la musique et des actions d'équipe. Il éduque les jeunes à vivre dans le monde dans la foi chrétienne, en leur apprenant notamment à faire des choix.
Les camps et rassemblements diocésains, régionaux ou nationaux permettent de rencontrer des jeunes venant d'autres horizons, de se ressourcer, dans une ambiance de fête, de joyeuse fraternité et d'amitié.
Réparti en 4 branches par tranches d'âge, le MEJ existe dans la plupart des régions en France :
1. Feux Nouveaux (FNOU, 7-10 ans)
2. Jeunes Témoins (JT, 10-13 ans)
3. Témoins Aujourd'hui (TA, 13-15 ans)
4. Équipes Espérance (ES, 15-18 ans)

Les Jeunes Cadres (JK, 16-17 ans) sont des jeunes qui participent à l'animation d'une équipe FNOU ou JT. Ils secondent l'animateur. À leur majorité, ils deviennent souvent à leur tour animateur.

## Les réunions d'équipe
Des rencontres ont lieu toutes les semaines ou plus, en fonction des équipes. Celles-ci sont constituées d'environ 4 à 8 jeunes . L'animation de la réunion découle toujours du thème d'année (en 2018 : "Pose ton regard, éclaire le monde"), afin de donner une cohérence à l'ensemble des activités de l'année (réunions mais aussi rassemblements, camps...). Elle s'appuie sur les outils donnés dans les documents propres à l'animateur (Guide du Responsable, revue Partage...).
Les rencontres se déroulent en plusieurs étapes : accueil, chants et prière, relecture (chacun raconte ce qu'il a fait ces derniers jours), jeux ou actions d'équipe, goûter...
Chacun peut être chargé d'un service pour la rencontre suivante : préparer la prière ou un chant, rappeler ce que l'équipe a fait la dernière fois, évoquer un fait marquant de l'actualité ou encore apporter un gâteau ou une boisson.

## Les camps
Pendant l'été, le MEJ propose des camps, situés dans toute la France et, pour les plus grands, parfois à l'étranger. Ces camps sont pour les MEJistes une façon de vivre l'ambiance, la pédagogie et la spiritualité du MEJ dans l'ouverture au Christ et aux autres. Les camps, fixes ou itinérants, sont ouverts aux personnes qui ne sont pas au MEJ à l'année.
Ces camps ont chacun un thème, une activité principale : camp chantier, camp marche, camp théâtre, camp musique... Ils sont répartis dans la France entière (les destinations peuvent changer en fonction de l'année) : Allex, La Bagotière, Biville ou Montbozon, La Roche-du-Theil, Timadeuc, La Chapelle-en-Valgaudemar, Cotignac, Le Mont-Saint-Michel...
Camps sportifs, chantiers ou artistiques, ils gardent l'esprit MEJ. En effet, un camp théâtre permet de monter une pièce au message spirituel, un camp chantier à se mettre gratuitement au service. La prière, la célébration eucharistique et la musique y ont une place importante, de même que les "stop carnet" (temps pour relire sa vie et apprendre à faire des choix).

## Les rassemblements
Le MEJ propose plusieurs rassemblements locaux, organisés en région ou diocèse. Tous les 3 ans, des rassemblements nationaux sont organisés afin de se réunir dans un esprit toujours bienveillant et fraternel . Ils peuvent être à destination des jeunes (TA/ES, 12-18 ans) ou encore des bénévoles (Responsables, Animateurs, Jeunes Cadres (JK) et autres bénévoles du MEJ).
- 1974 : Tour[8]
- 1975 : Paris[9]
- 1977 : Nantes[10]
- 1982 : Reims[11]
- 1983 : Rennes/Ploërmel TA
- 1984 : Nancy ES
- 1985 : Vichy Assises et Versailles/Neuilly/Reuil TA
- 1986 : Limoges EA
- 1987 : Jambville ES
- 1988 : Strasbourg TA
- 1989 : Rouen ES
- 1990 : St Etienne TA et Laval Responsables JK
- 1991 : Paris EA et Paray Le Monial ES
- 1992 : Poitiers TA
- 1993 : Angers/Antony/Aubenas/Castres/Colmar
- 1994 : Lyon EA et Poitiers TA
- 1995 : Besançon Assises et Limoges/Le Puy/Avranches/Nancy/Amiens
- 1996 : Chartres TA
- 1998 : Cambrai
- 2000 : Albi TA et Vitré ES/EA
- 2002 : Sorgues TA
- 2004 : Cholet TA/ES
- 2005 : Lourdes TA
- 2007 : Lyon TA/ES
- 2009 : Versailles 18-22 ans
- 2010 : Quimper TA/ES
- 2013 : Strasbourg TA/ES
- 2016 : Saint-Malo TA ES
- 2018 : Saint-Malo TA ES
- 2019 : Reims Responsables
- 2021 : Marseille Famille ignatienne
- 2022 : Bordeaux Responsables
- 2024 : Lille TA ES

## La musique
Au MEJ, la musique a une place très importante, aussi bien dans les rencontres que dans les rassemblements ou les camps. Les chants joyeux ou méditatifs, rythmés et dynamiques, sont inspirés de paroles d'évangile ou de la spiritualité ignatienne, et souvent gestués. Ils sont très appréciés par les jeunes et sont repris lors des camps, rassemblements et rencontres. Depuis 1980, la création musicale au MEJ est foisonnante. Voici les derniers albums en date :
- 2001 : Actes d’apôtre
- 2004 : Prochaine escale
- 2006 : Entre
- 2009 : Mots Croisés
- 2013 : Ouvre les yeux de ton cœur
- 2019 : Horizon
- 2024 : Etincelles, qu'il y ait de la lumière